# 펜실베이니아 대학교 출판부
펜실베이니아 대학교 출판부(영어: University of Pennsylvania Press)는 미국 펜실베이니아주 필라델피아에 위치한 아이비 리그 대학인 펜실베이니아 대학교에 소속된 대학 출판부이다.

## 역사
이 출판사는 원래 1890년 3월 26일 펜실베이니아주 정부에 의해 통합되었으며, 펜실베이니아 대학교 출판부의 인쇄물은 1890년대에 출판물에 처음 등장했으며, 그 중에는 미국에서 그러한 인쇄물이 가장 초기에 등장한 것들도 있다. 1899년에 출판된 이 언론사의 첫 번째 책 출판물 중 하나는 흑인 개혁가이자 학자이자 사회 비평가인 W. E. B. 듀보이스가 쓴 필라델피아 흑인: 사회적 연구였다.
펜실베이니아 대학교 출판부는 약 2,000권의 도서로 구성된 활성 재고 목록을 보유하고 있으며 집중 편집 프로그램을 통해 연간 120권 이상의 신간 도서를 출판하고 있다. 미국의 역사와 문화, 고대, 중세 및 르네상스 연구, 인류학, 조경 건축, 스튜디오 예술, 인권, 유대인 연구 및 정치 과학과 관련된 작품 출판에 중점을 두고 있습니다. 또한 언론은 27개의 동료평가 학술지를 출판하는데, 주로 인문학과 잡지 'Dissent'에 대해 발표한다.
2023년 7월 기준 와튼 스쿨 프레스는 펜실베이니아 대학교 출판부의 인쇄물이다.
펜실베이니아 대학교 출판부(University of Pennsylvania Press, Inc.)는 펜실베이니아 대학교가 전적으로 소유한 비영리 법인으로, 미국 법전 제501(c)(3)조에 따라 비영리 세무 지위를 유지하고 있다.
펜실베이니아 대학교 출판사는 필라델피아 스프루스가 3905번지에 본사를 두고 있다. 출판사가 입주해 있는 건물은 1876년 윌슨 브라더스 앤드 컴퍼니 건축회사가 지은 옛 포츠 하우스다. 이곳은 이전에 인터내셔널 하우스 필라델피아와 WXPN의 본사 역할을 했다.

## 참고 문헌
1. ↑  Ordering Information
2. ↑  “University of Pennsylvania Press”. 《De Gruyter》 (영어). 2020년 6월 26일에 확인함.
3. ↑  “Homepage”. 《journals.pennpress.org》. 2023년 9월 23일에 확인함.
4. ↑  “Wharton School Press becomes an imprint of the University of Pennsylvania Press”. 《www.pennpress.org》.
5. ↑  “Wharton School Press Merges with Penn Press”. 《www.publishersweekly.com》.
6. ↑  “Wharton School Press Becomes Imprint of Univ. of Pennsylvania Press”. 《www.shelf-awarness.com》.
7. ↑  “Imprints: Wharton School Press”. 《www.lunch.publishersmarketplace.com》.
8. ↑  “3905 Spruce Street”. University of Pennsylvania Archives and Records Center.